# 二氢左旋布诺洛尔
二氢左旋布诺洛尔是一种含氮有机化合物，化学式为C17H27NO3，是药物左旋布诺洛尔（Levobunolol）的主要代谢产物和体内活性物质。